# هوندا سی‌بی‌آر۲۵۰ آر.آر
هوندا سی‌بی۲۵۰ آر. آر (به انگلیسی: Honda CBR250RR) یک موتورسیکلت اسپرت دو سیلندر ۲۵۰ سی‌سی (۱۵ مکعب اینچ) با توان خروجی ۴۰ اسب بخار از سری سی‌بی‌آر است که توسط آسترا هوندا موتور، یکی از شرکت‌های تابعه هوندا در اندونزی ساخته شده است. در ژوئیه ۲۰۱۶ در جاکارتا رونمایی شد. تولید در نوامبر همان سال برای مدل سال ۲۰۱۷ آغاز شد. این اولین موتورسیکلت سی‌بی‌آر است که دارای موتور دو سیلندر با نام آر. آر می‌باشد. این موتورسیکلت همچنین کوچک‌ترین موتورسیکلت هوندا است که نشان سی‌بی‌آر-آر. آر را بر روی خود دارد. پیش از این، هوندا همچنین از نام CBR250RR برای انجین چهار سیلندر اسپرت خود هوندا سی‌بی‌آر۲۵۰اف استفاده می‌کرد که بین سال‌های ۱۹۹۰ و ۱۹۹۶ فروخته شد. این موتورسیکلت به‌طور رسمی در اندونزی، ژاپن، هنگ کنگ، ماکائو، تایلند و مالزی به فروش می‌رسد.

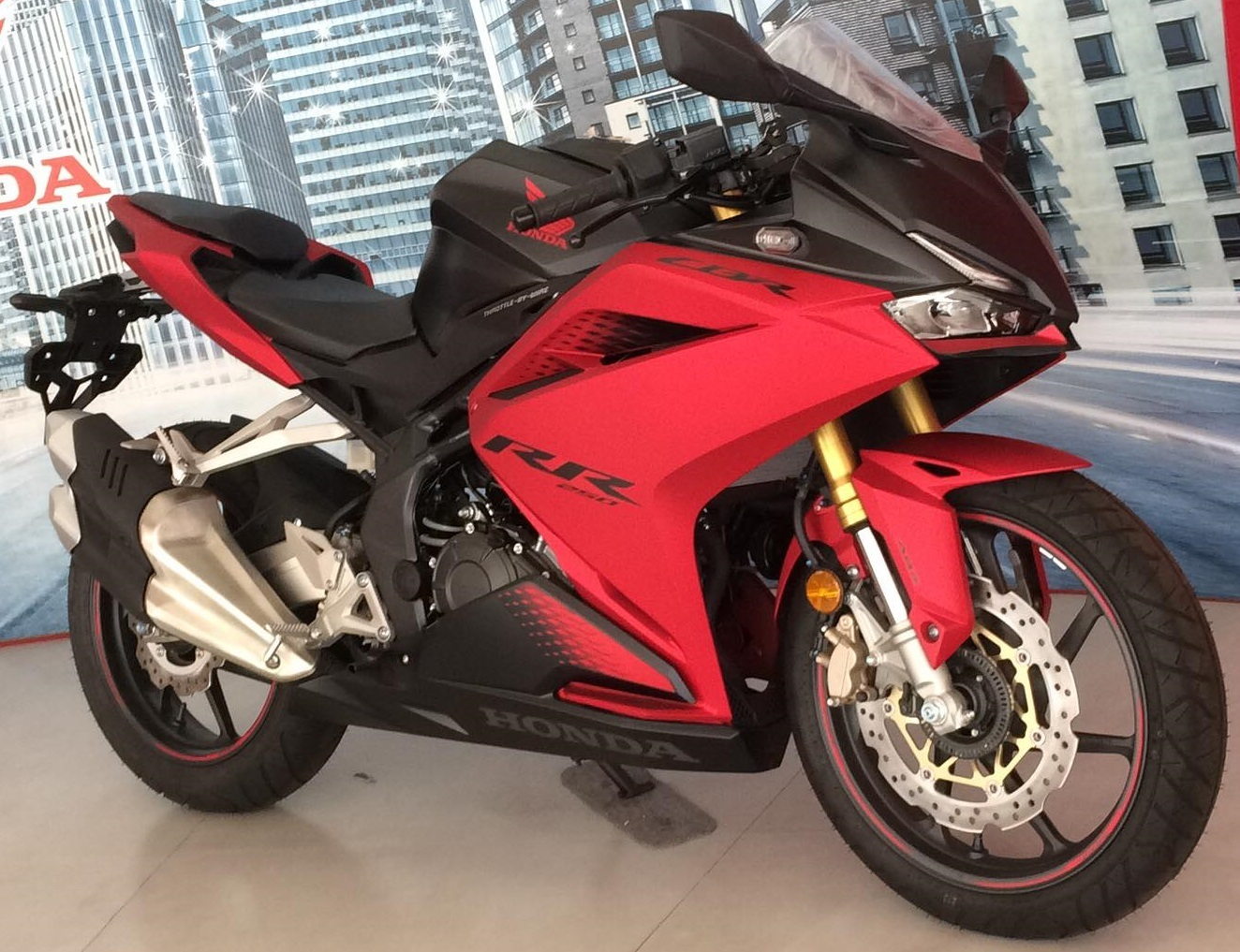
هوندا سی‌بی‌آر۲۵۰آر. آر مدل ۲۰۲۱

به گفته هوندا، این موتورسیکلت دارای فناوری‌هایی است که از موتورسیکلت‌های مسابقه‌ای گرفته شده است، از جمله فناوری دریچه گاز، سه حالت سواری، و طراحی موتور فشرده تر نسبت به رقبای خود.